# 大島滿
大島滿（日语：大島 ミチル，1961年3月16日—），是出身日本長崎縣長崎市的女性作曲家。

## 人物
長崎市出生，家中三姊弟的次女，本名取自《青鸟》主角「米琪兒」（Mytyl），父親曾擔任長崎放送記者。
7歲開始學習電子琴、來往山葉音樂教室，並在合歡之鄉集訓遊玩時認識了西村由紀江；16歲於「國際電子琴聯歡會」成為史上最年少大獎得主。藉由電子琴課業一環涉足作曲，亦以作、編曲者身分名列山葉音樂比賽中。自認一味搖滾和爵士樂、無古典音樂基礎，而選擇國立音樂大學作曲科就讀，師承島岡讓；同校鋼琴科畢業的爵士鋼琴家國府弘子是其好友。
大學期間發表交響曲〈御誦〉，4年級時兼職廣告音樂工作，開啟商業音樂創作生涯，橫跨影視、廣告、動畫，以及設施主題音樂等。在中文圈，如日本《失樂園》與《明日的記憶》、大陸《風聲》等電影配樂作品頗受好評。

## 主要作品

### 電視劇
- 往日戀曲（1989年）
- 學校好危險（1992年）
- 搶錢女郎（1994年）
- 雙姝情緣（1995年）
- 庶務二課系列
- 大女生日記（1998年）
- 熱血醫生（1999年）
- 明日香（NHK連續電視小說，1999年）
- 上班女郎（1999年）
- 愛美大作戰系列
- 鮮師比酷（2001年）
- 第一女公關（2001年）
- 心靈感應（2002年）
- 極道鮮師系列
- 相約在九龍（2002年）
- 迷宮先生系列
- 熱血小教師（2003年）
- 美少女戰士（2003年）
- 熱烈的中華飯店（2003年）
- 大化改新（2005年）
- 熟女拉警報
- 在夢中相見（2005年）
- 魔彈戰記龍劍道（2006年）
- 櫻子（NHK連續電視小說，2006年）
- 美味求婚（2006年）
- 空姐真命苦（2006年）
- 水漾青春（2006年）
- 女人一代記：向井千秋（2007年）
- 少年白虎隊（2007年）
- 情定大飯店（2007年）
- 交響情人夢新春特別篇（2008年）
- 暴走兄妹（2008年）
- 天地人（2009年）
- 美咲 No.1（2011年）
- 他、丈夫、男友們（2011年）
- 劍客生涯系列
- 所以荒野（2015年）

### 電影
- 失樂園（1997年）
- 自尊——命运的瞬间（1998年）
- 長崎漫步曲（2000年）
- 哥吉拉×美加基拉斯 G消滅作戰（2000年）
- 哥吉拉×機械哥吉拉（2002年）
- 朝陽再度升起（2002年）
- 模仿犯（2002年）
- 哥吉拉×摩斯拉×機械哥吉拉 東京SOS（2003年）
- 宛如阿修羅（2003年）
- 海貓（2004年）
- 北之零年（2005年）
- 狸御殿（2005年）
- 間宮兄弟（2006年）
- 明日的記憶（2006年）
- 鐵線蕨的憂鬱（2006年）
- 眉山（2007年）
- 南方大作戰（2007年）
- 椿三十郎（2007年）
- 伴你到世界盡頭（2008年）
- 極道鮮師電影版（2009年）
- 風聲（2009年）
- 武士的家計簿（2010年）
- 新·第六感生死戀（2010年）
- 轉山（2011年）
- 幸福特快車（2012年）
- 海難1890（2015年）
- 嫌疑人X的獻身（2017年）

### 動畫
- 魔神英雄傳3（1991年－1992年，CD廣播劇）
- 風之大陸（1992年，電影）
- 複製人卡辛（1993年，OVA）
- 奇蹟女孩（1993年）
- 七海小英雄（1994年）[13][14] ※名義
- 霸王大系龍騎士（1994年）
- 水晶國傳說（1995年，電影）
- 流星花園（1996年）
- 麥哈GoGoGo（1997年）
- 夢幻拉拉（1998年）
- 宇宙女海賊（1998年）
- 亞克傳承（1999年）
- 陽光伴我行（2003年－2004年）
- 鋼之鍊金術師（2003年－2004年）
- 我的妹妹小桃子（2003年）
- 花右京女侍隊（2004年）
- 劇場版 鋼之鍊金術師 香巴拉的征服者（2005年）
- Project BLUE 地球SOS（2006年）
- 雙面騎士（2006年）
- 隱王（2008年）
- 亡念之扎姆德（2008年，ONA）
- 空·之·音（2010年）
- 四疊半神話大系（2010年）
- 佛陀：首部曲（2011年，電影）
- 絕園的暴風雨（2012年）
- 帕蒂瑪的顛倒世界（2013年，電影）
- AURA ～魔龍院光牙最後的戰鬥～（2013年，電影）
- HAL（2013年，電影）
- 小魔女學園（2013年，電影）
- 佛陀2：無盡的旅程（2014年，電影）
- 赤髮白雪姬（2015年）
- 六花的勇者（2015年）
- 小魔女學園（2017年）
- 時光巡邏隊（2024年，網絡動畫）

### 紀錄片
- 生命40億年はるかな旅（1994年）
- NHKスペシャル　データマップ　63億人の地図

### 遊戲
- 蒼狼與白鹿：元朝秘史（1992年）
- 太閤立志傳（1992年）
- 異世界傳說（1998年）
- 異世界傳說2（2001年）
- 迷霧古城（ICO，2001年）
- 薩爾達傳說 曙光公主（2006年）
- 閃耀暖暖（2019年）

### 音樂會作品
- 第一交響曲「御誦」
- 弦樂四重奏「For the East」（2005年）
- 薩克斯風協奏曲（2009年）
- 中提琴協奏曲（2010年）
- 小提琴安可曲「Memories」（2011年）
- 第二交響曲「Since 1945」（2015年）
- 管弦樂曲「Sama」（2017年）
- 男聲合唱組曲「Message of the Voice」（2017年）
- 管弦及合唱組曲「Augustus」（2018年）
- 單簧管，馬林巴琴及管弦樂狂想曲「Jin」&「Rin」（2018年）
- 箏與尺八協奏曲「無限の扉」（2018年）
- 音樂劇「山三と阿国」（2018年）

## 得獎
- 日本電影金像獎優秀音樂獎　
  - 第21回－《失樂園》
  - 第24回－《長崎漫步曲》
  - 第26回－《朝陽再度升起》、《模仿犯》
  - 第27回－《宛如阿修羅》
  - 第29回－《北之零年》
  - 第30回－《明日的記憶》
  - 第31回最優秀音樂獎－《眉山》
  - 第39回－《海難1890》
- 每日電影獎音樂獎
  - 第52回－《失樂園》
  - 第67回 - 《幸福特快車》
- 2005年密絲佛陀美靈獎
- 2006年年度動畫音樂獎－《鋼之鍊金術師》
- 2007年傑克森侯影展最佳電影作曲獎－《明日的記憶》

## 雜談
中文正式譯名「大島滿」，恰巧Vap有個男性企劃製作人也叫「大島滿」，因此像兩人皆參與的《極道鮮師》電影版在翻譯上會出現撞名問題。

## 外部連結
- 官方网站
- 大島滿訪談匯集